# Catlocarpio siamensis
Catlocarpio siamensis, conosciuto comunemente come Barbo gigante e unica specie del genere Catlocarpio, è il più grande esponente della famiglia Cyprinidae.

## Distribuzione e habitat
Questa specie è diffusa in Asia meridionale tropicale, nei bacini idrografici dei fiumi Chao Phraya, Mekong e Maeklong. Abita i grandi fiumi e i canali, ma stagionalmente (a ottobre) si addentra nelle paludi e nelle foreste allagate dai monsoni.

## Descrizione
Il corpo è tipico dei barbi, con dorso alto, compresso ai fianchi, ventre non molto pronunciato, pinne appuntite e grosse squame. La bocca è dotata di 3 paia di barbigli. 

La livrea è molto semplice: la testa è scura, il ventre grigio-verde e il corpo con le grosse squame bruno-verdastre orlate di nero. Le pinne sono nere. 

Le sue dimensioni sono ragguardevoli, raggiungendo (anche se molto raramente) i 3 metri di lunghezza e i 300 kg di peso.

## Alimentazione
Il barbo gigante si nutre di vegetali come alghe, fitoplancton, frutti e foglie (durante la stagione monsonica). In allevamento accetta larve di Chironomus decongelate.

## Pesca
Nei paesi d'origine è una preda ambita, pescato per la prelibatezza delle sue carni, molto consumate e apprezzate.

## Pericoli
È minacciato dalla distruzione dell'habitat e dalla pesca, è classificato come in pericolo critico nella Lista rossa IUCN.